# Bisse du Torrent neuf
Le Bisse du Torrent-Neuf ou Bisse de Savièse est un bisse situé dans le canton du Valais, en Suisse.

## Histoire
Construit entre 1430 et 1448, il est ensuite resté en activité jusqu’en 1934. C’était le bisse le plus impressionnant du Valais. 
Dès 1935, il a été remplacé par un tunnel creusé à travers le Prabé. Le bisse accroché aux parois du Prabé est donc peu à peu tombé dans l’oubli jusqu’en 2005, date à laquelle l’Association pour la sauvegarde du Torrent-Neuf et la commune de Savièse ont décidé de le réhabiliter. Un chemin a été tracé de la chapelle de Ste-Marguerite à la paroi des Branlires.